# Jampil' (oblast' di Vinnycja)
Jampil' (in ucraino Ямпіль?, in russo Ямполь?, Jampol') è una città dell'Ucraina situata nell'oblast' di Vinnycja.